# Liste der Citys im Bundesstaat New York
Diese Liste der Citys im Bundesstaat New York führt die 62 Städte im Bundesstaat New York der Vereinigten Staaten alphabetisch auf, die den Status einer City haben; sie nennt das jeweilige County, in dem sie sich befinden, sowie die Einwohnerzahl und das Jahr der Verleihung der kommunalen Selbstverwaltungsrechte (Incorporation).

Bundesstaat New York in den USA

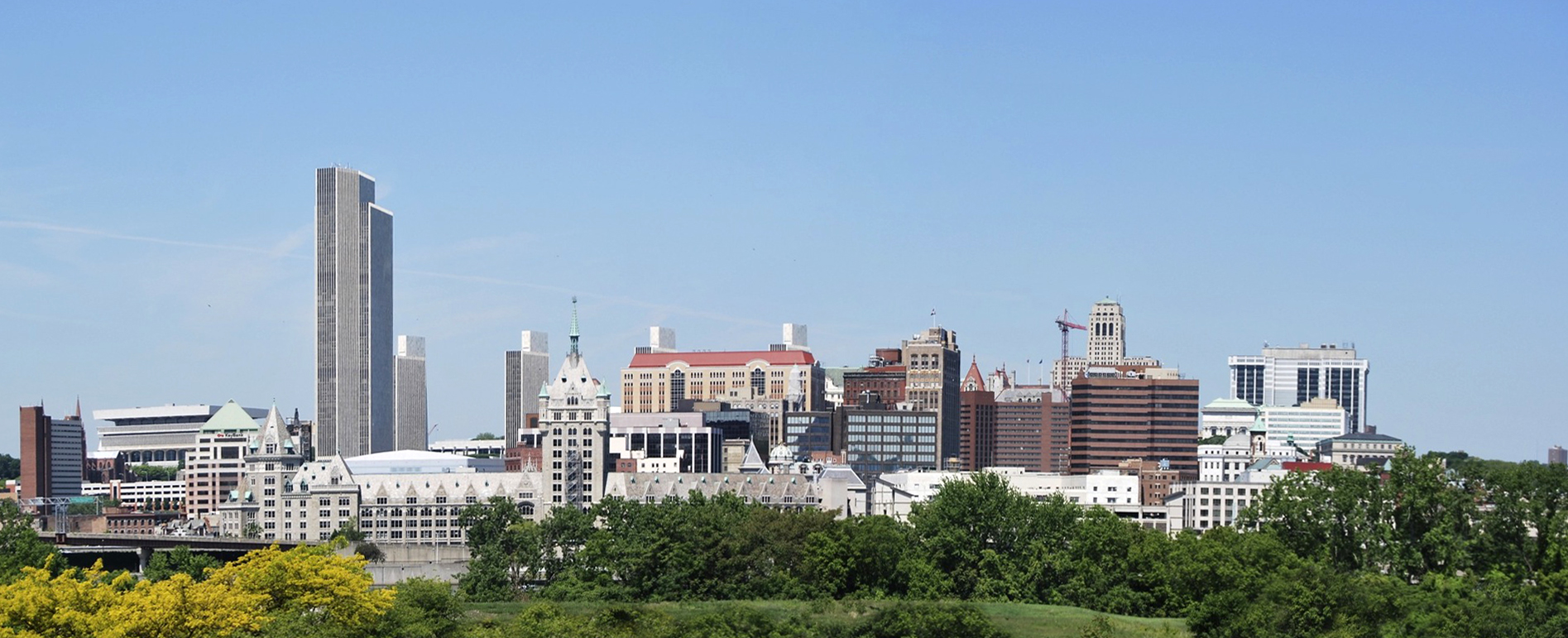
Albany, Hauptstadt des Staates New York

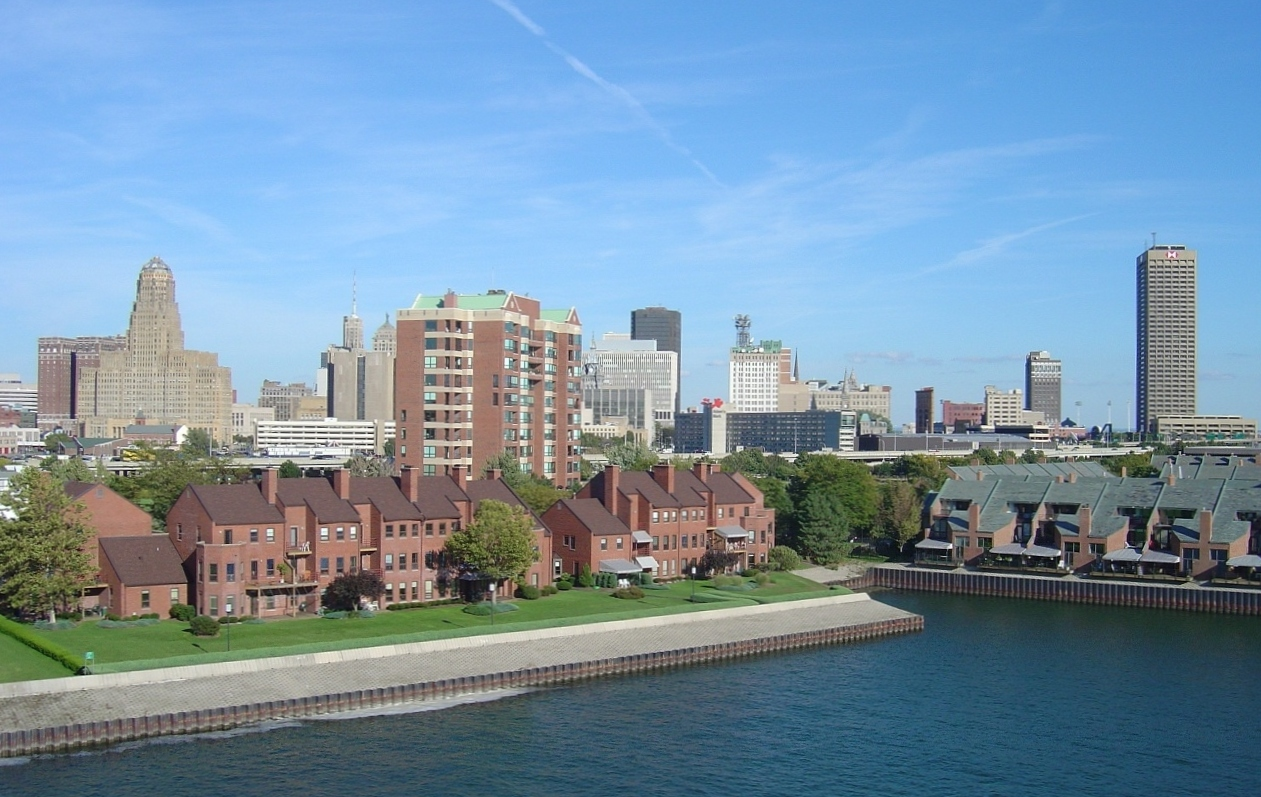
Buffalo

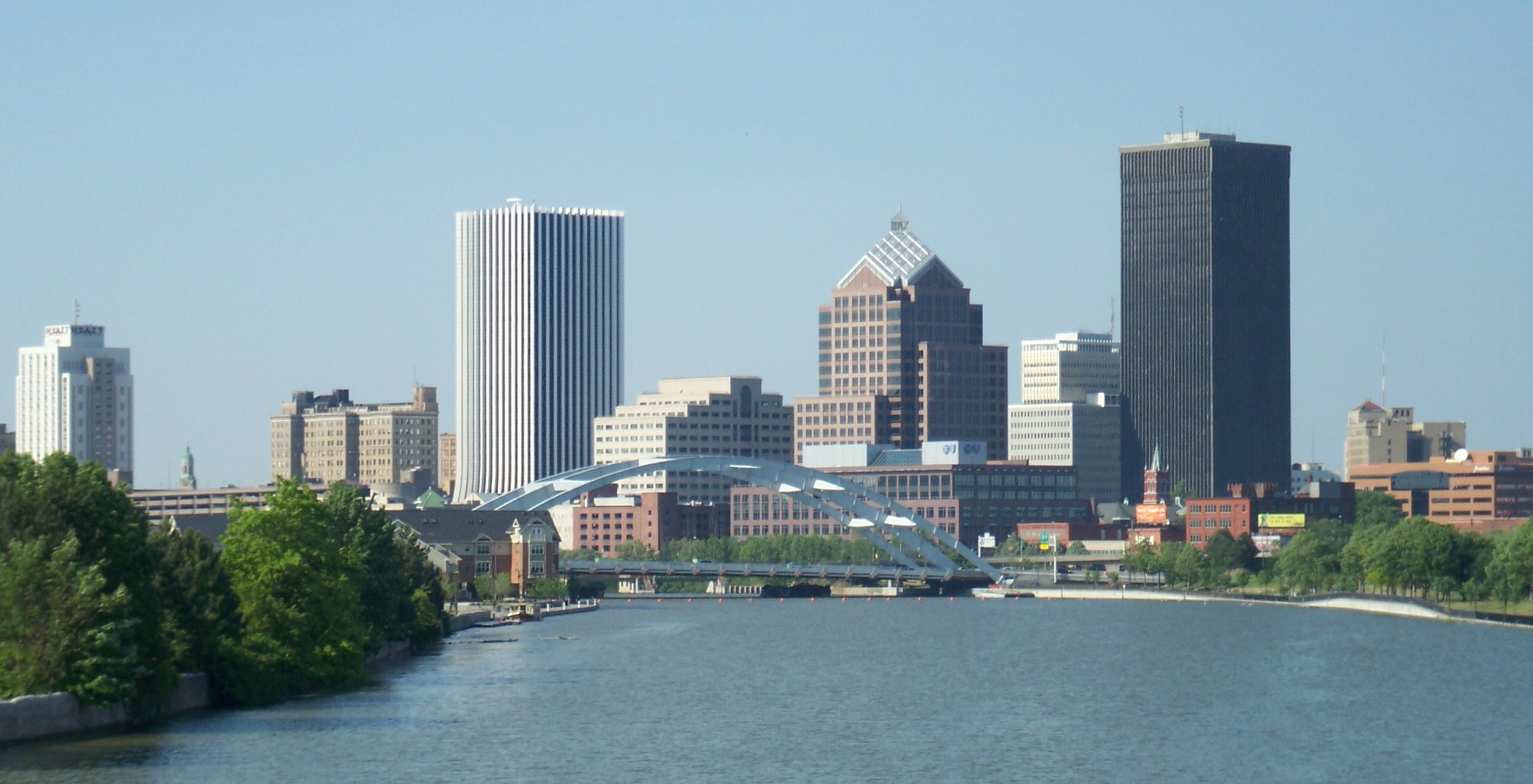
Rochester

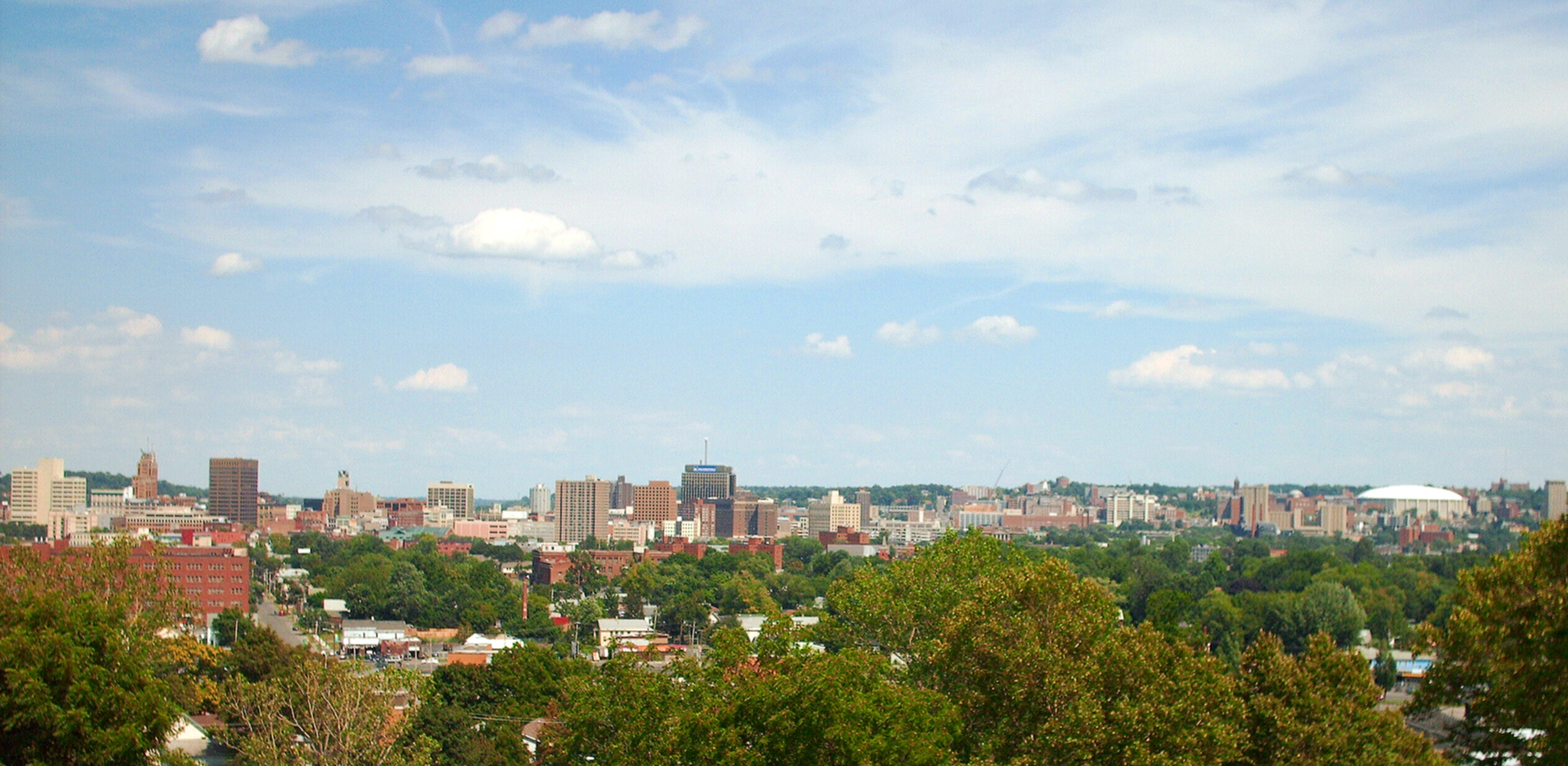
Syracuse

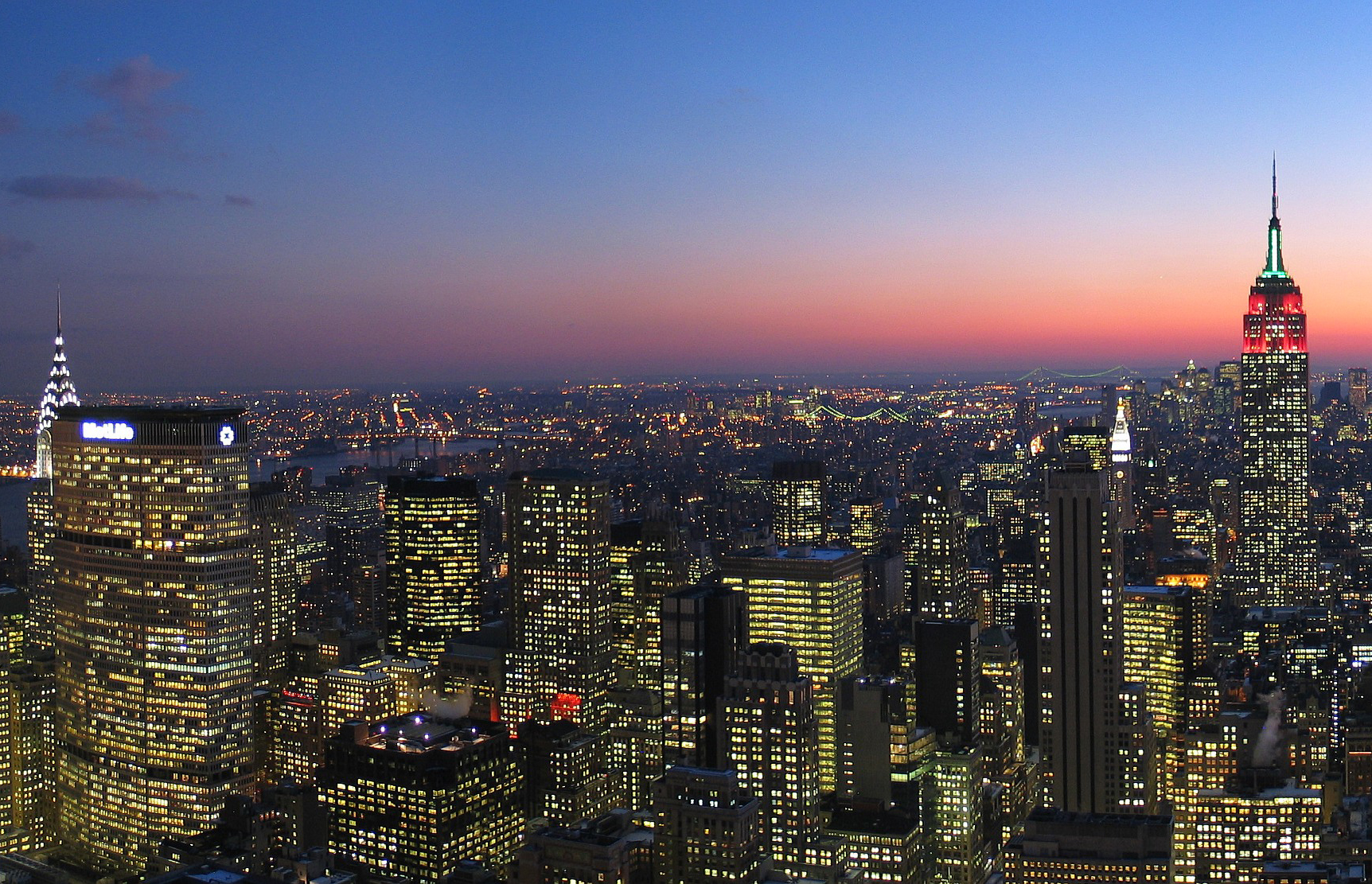
New York City, größte Stadt der USA

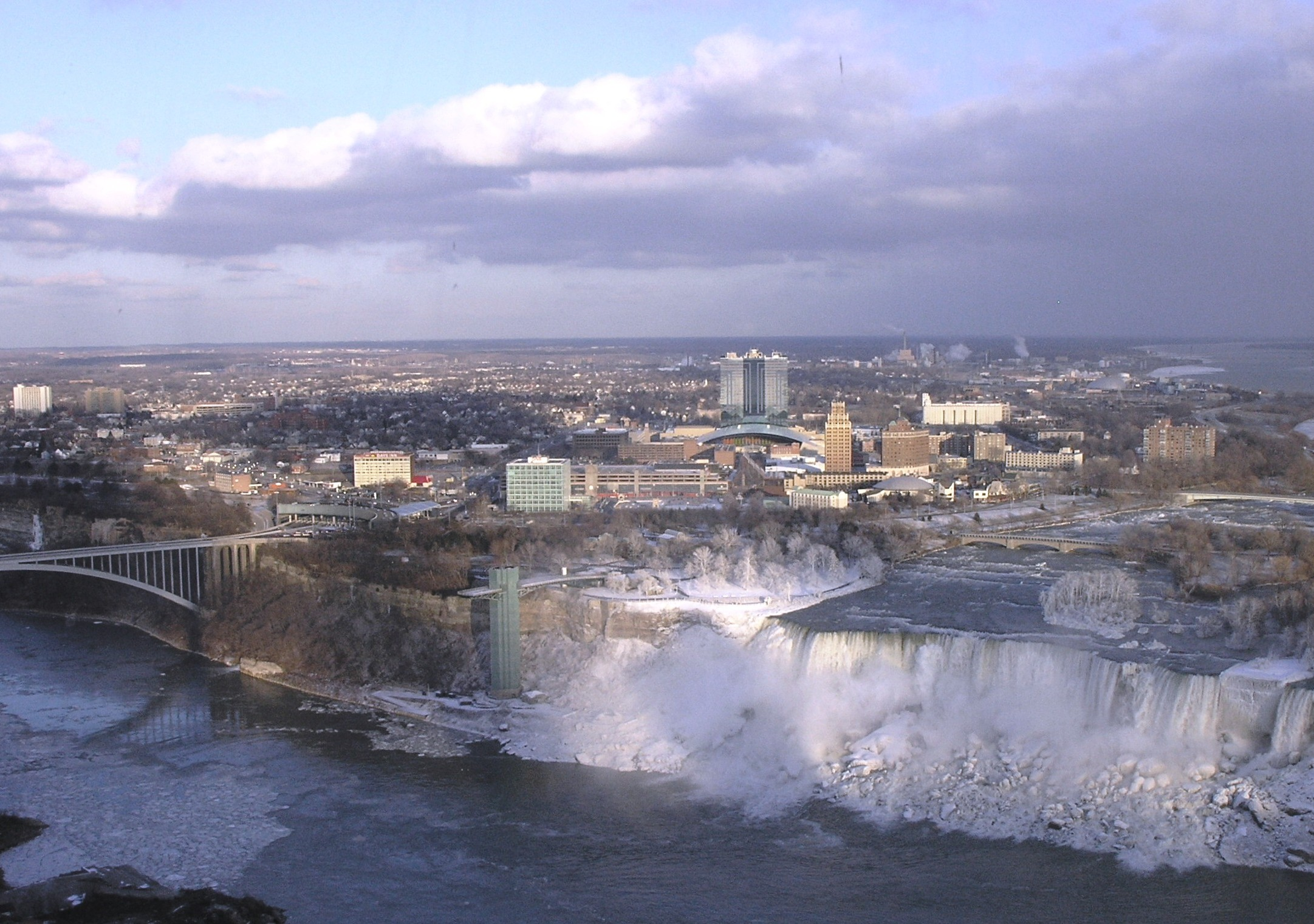
Niagara Falls

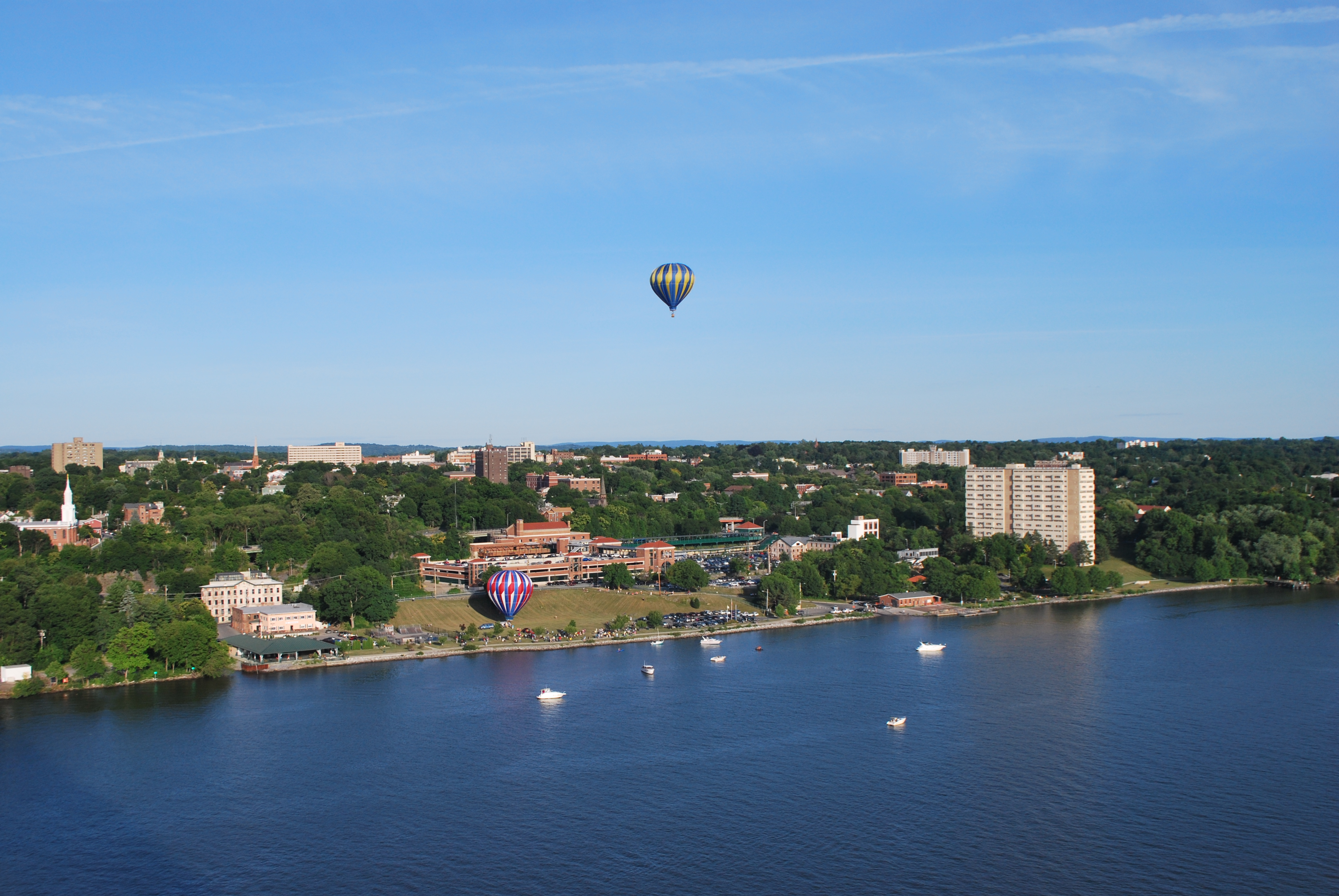
Poughkeepsie

| City             | County                                      | Bevölkerungszahl (2020 census) | Selbstverwaltung seit |
| ---------------- | ------------------------------------------- | ------------------------------ | --------------------- |
| Albany           | Albany                                      | 99.224                         | 1686                  |
| Amsterdam        | Montgomery                                  | 18.219                         | 1830                  |
| Auburn           | Cayuga                                      | 26.866                         | 1848                  |
| Batavia          | Genesee                                     | 15.600                         | 1915                  |
| Beacon           | Dutchess                                    | 13.769                         | 1913                  |
| Binghamton       | Broome                                      | 47.969                         | 1867                  |
| Buffalo          | Erie                                        | 278.349                        | 1832                  |
| Canandaigua      | Ontario                                     | 10.576                         | 1913                  |
| Cohoes           | Albany                                      | 18.147                         | 1869                  |
| Corning          | Steuben                                     | 10.551                         | 1890                  |
| Cortland         | Cortland                                    | 17.556                         | 1900                  |
| Dunkirk          | Chautauqua                                  | 12.743                         | 1888                  |
| Elmira           | Chemung                                     | 26.523                         | 1864                  |
| Fulton           | Oswego                                      | 11.389                         | 1902                  |
| Geneva           | Ontario *                                   | 12.812                         | 1898                  |
| Glen Cove        | Nassau                                      | 28.365                         | 1918                  |
| Glens Falls      | Warren                                      | 14.830                         | 1908                  |
| Gloversville     | Fulton                                      | 15.131                         | 1890                  |
| Hornell          | Steuben                                     | 8.263                          | 1888                  |
| Hudson           | Columbia                                    | 5.894                          | 1785                  |
| Ithaca           | Tompkins                                    | 32.108                         | 1888                  |
| Jamestown        | Chautauqua                                  | 28.712                         | 1886                  |
| Johnstown        | Fulton                                      | 8.204                          | 1895                  |
| Kingston         | Ulster                                      | 24.069                         | 1872                  |
| Lackawanna       | Erie                                        | 19.949                         | 1909                  |
| Little Falls     | Herkimer                                    | 4.605                          | 1895                  |
| Lockport         | Niagara                                     | 20.876                         | 1865                  |
| Long Beach       | Nassau                                      | 35.029                         | 1922                  |
| Mechanicville    | Saratoga                                    | 5.163                          | 1915                  |
| Middletown       | Orange                                      | 30.345                         | 1888                  |
| Mount Vernon     | Westchester                                 | 73.893                         | 1892                  |
| New Rochelle     | Westchester                                 | 79.726                         | 1889                  |
| New York City    | Bronx, Kings, New York, Queens und Richmond | 8.804.190                      | 1653 #                |
| Newburgh         | Orange                                      | 28.856                         | 1865                  |
| Niagara Falls    | Niagara                                     | 48.671                         | 1892                  |
| North Tonawanda  | Niagara                                     | 30.496                         | 1897                  |
| Norwich          | Chenango                                    | 7.051                          | 1914                  |
| Ogdensburg       | St. Lawrence                                | 10.064                         | 1868                  |
| Olean            | Cattaraugus                                 | 13.937                         | 1854                  |
| Oneida           | Madison                                     | 10.329                         | 1901                  |
| Oneonta          | Otsego                                      | 13.079                         | 1908                  |
| Oswego           | Oswego                                      | 16.921                         | 1848                  |
| Peekskill        | Westchester                                 | 25.431                         | 1940                  |
| Plattsburgh      | Clinton                                     | 19.841                         | 1902                  |
| Port Jervis      | Orange                                      | 8.775                          | 1907                  |
| Poughkeepsie     | Dutchess                                    | 31.577                         | 1854                  |
| Rensselaer       | Rensselaer                                  | 9.210                          | 1897                  |
| Rochester        | Monroe                                      | 211.328                        | 1834                  |
| Rome             | Oneida                                      | 32.127                         | 1870                  |
| Rye              | Westchester                                 | 16.592                         | 1942                  |
| Salamanca        | Cattaraugus                                 | 5.929                          | 1913                  |
| Saratoga Springs | Saratoga                                    | 28.491                         | 1915                  |
| Schenectady      | Schenectady                                 | 67.047                         | 1798                  |
| Sherrill         | Oneida                                      | 3.077                          | 1916                  |
| Syracuse         | Onondaga                                    | 148.620                        | 1848                  |
| Tonawanda        | Erie                                        | 15.129                         | 1904                  |
| Troy             | Rensselaer                                  | 51.401                         | 1816                  |
| Utica            | Oneida                                      | 65.283                         | 1832                  |
| Watertown        | Jefferson                                   | 24.685                         | 1869                  |
| Watervliet       | Albany                                      | 10.375                         | 1896                  |
| White Plains     | Westchester                                 | 59.559                         | 1916                  |
| Yonkers          | Westchester                                 | 211.569                        | 1872                  |

## Größte und kleinste Citys
Die bevölkerungsreichste und ausgedehnteste Stadt (City) ist New York City mit über 8,8 Millionen Einwohnern und einer Fläche von 1.214,4 km² einschließlich Wasserfläche; die Landfläche beträgt 789,4 km². Die an Bevölkerung kleinste City ist Sherrill mit etwas über 3.000 Einwohnern. Die flächenmäßig kleinste City ist Mechanicville mit einer Ausdehnung von nur 2,4 km².